# Мистер Олимпия 2006
Мистер Олимпия 2006 — самое значимое международное соревнование по культуризму, проводимое под эгидой Международной федерации бодибилдинга (англ. International Federation of Bodybuilding, IFBB). Соревнования проходили 30 сентября 2006 года Mandalay Bay Arena в Лас Вегасе, США. Это был сорок второй по счету турнир «Мистер Олимпия». Свой первый титул завоевал Джей Катлер (США) впервые победив Ронни Колеман занявшего второе место, третье — Виктор Мартинес. Призовой фонд составил 421 тыс. долларов, победитель получил 155 тыс. долларов, за второе место — 90 тыс., за третье — 66 тыс. долларов.

## История соревнования

### Таблица
- Место Участник № Страна 1+2 3 Финал Всего Награда

- 1 Джей Катлер 18 США 12 5 5 22 155 000
- 2 Ронни Колеман 22 США 18 10 10 38 90 000
- 3 Виктор Мартинес 1 Доминикана 34 16 16 66 60 000
- 4 Декстер Джексон 11 США 36 20 19 75 48 000
- 5 Мелвин Энтони 5 США 50 25 26 101 38 000
- 6 Густаво Бадель 6 Пуэрто-Рико 62 30 29 121 30 000
- 7 Тони Фриман 10 США 68 35 103
- 8 Маркус Рюль 20 Германия 84 41 125
- 9 Деннис Джеймс 16 Германия 96 47 143
- 10 Гюнтер Шлиркамп 9 Германия 102 54 156
- 11 Винс Тейлор 21 США 120 50 170
- 12 Бренч Уоррен 12 США 114 61 175
- 13 Джонни Джексон 8 США 130 67 197
- 14 Даррем Чарльз 15 Тринидад 148 62 210
- 15 Трой Альвес 3 США 142 75 217
- 16 Франсиско Пако Баутиста 2 Испания 160 160
- 16 Деннис Вольф 4 Германия 160 160
- 16 Родней Клод 7 США 160 160
- 16 Мустафа Мохаммед 14 Иордания 160 160
- 16 Ронни Рокель 13 Германия 160 160
- 16 Билл Уилмор 19 США 160 160
- 16 Дэвид Хенри 17 США 160 160